# Komisariat Straży Granicznej „Zaręby”
Komisariat Straży Granicznej „Zaręby” – jednostka organizacyjna Straży Granicznej pełniąca służbę ochronną na granicy polsko-niemieckiej w latach 1929–1939.

## Formowanie i zmiany organizacyjne
Rozporządzeniem Prezydenta Rzeczypospolitej Polskiej Ignacego Mościckiego z 22 marca 1928 roku, do ochrony północnej, zachodniej i południowej granicy państwa, a w szczególności do ich ochrony celnej, powoływano z dniem 2 kwietnia 1928 roku  Straż Graniczną.
Rozkazem Mazowieckiego Inspektora Okręgowego nr 6 z 15 maja 1928 komisariat Straży Celnej „Czarnia” przemianowany został w podkomisariat „Krukowo” i podporządkowany komisariatowi „Myszyniec”.
Rozkazem nr 9 z 18 października 1929 roku w sprawie reorganizacji Mazowieckiego Inspektoratu Okręgowego komendant Straży Granicznej płk Jan Jur-Gorzechowski, na bazie podkomisariatu SG „Krukowo” z komisariatu „Myszyniec”, powołał komisariat Straży Granicznej „Krukowo”, przydzielił go do Inspektoratu Granicznego nr 2 „Przasnysz”, określił numer i strukturę. 
Rozkazem nr 1 z 25 lutego 1932 roku w sprawach organizacyjnych komendant Straży Granicznej płk Jan Jur-Gorzechowski przeniósł komisariat i placówkę II linii do Zaręb.
Rozkaz komendanta Straży Granicznej płk. Jana Jura-Gorzechowskiego z 10 maja 1938 roku w sprawie terminologii w odniesieniu do władz i jednostek formacji, wydany w związku z rozkazami KSG z 25 i 29 kwietnia 1938 roku,  przemianował inspektoraty graniczne na obwody Straży Granicznej z dodaniem nazwy miejscowości, w której jednostka stacjonuje. Jednocześnie nakazał używanie w stosunku do kierowników komisariatów i placówek nowych terminów: „komendant komisariatu” i „dowódca placówki”. Komisariat wszedł w skład struktury Obwodu Straży Granicznej „Przasnysz”.
Rozkazem nr 13 z 31 lipca 1939 roku w sprawach [...] przeniesienia siedzib i zmiany przydziałów jednostek organizacyjnych, komendant Straży Granicznej gen. bryg. Walerian Czuma wydzielił komisariat „Zaręby” z Odwodu SG „Przasnysz” i przydzielił go do Odwodu SG „Łomża”.

## Służba graniczna
Sąsiednie komisariaty
- komisariat Straży Granicznej „Myszyniec” ⇔ komisariat Straży Granicznej „Chorzele” − październik 1929

## Komenda komisariatu
| Kierownicy/komendanci komisariatu | Kierownicy/komendanci komisariatu | Kierownicy/komendanci komisariatu |
| stopień                           | imię i nazwisko                   | okres pełnienia służby            |
| --------------------------------- | --------------------------------- | --------------------------------- |
| starszy przodownik                | Czesław Majewski                  | 15 V 1928 –                       |
| aspirant                          | Kazimierz Koryciński              | 1 XII 1937 - był w IV 1939        |
| aspirant                          | Marian Styczniewicz               | VI 1939 -                         |
| Zastępcy komendanta komisariatu   |                                   |                                   |
| przodownik                        | Jan Małys                         | – 30 IV 1939                      |
| starszy strażnik podchorąży       | Kazimierz Nowak                   | 1 V 1939 –                        |

## Struktura organizacyjna
Organizacja komisariatu w październiku 1929:
- 2/2 komenda − Krukowo
- placówka Straży Granicznej I linii „Ruchaje”
- placówka Straży Granicznej I linii „Cupel”
- placówka Straży Granicznej I linii „Zaręby”
- placówka Straży Granicznej II linii „Krukowo” → w 1932 przeniesiona do Zaręb

Organizacja komisariatu w 1933 i 1934:
- komenda − Zaręby
- placówka Straży Granicznej I linii „Zaręby”
- placówka Straży Granicznej I linii „Ruchaje”
- placówka Straży Granicznej I linii „Cupel”
- placówka Straży Granicznej II linii „Zaręby”

Organizacja komisariatu w 1937:
- komenda − Zaręby
- placówka Straży Granicznej I linii „Grodzkie”
- placówka Straży Granicznej I linii „Zaręby”
- placówka Straży Granicznej I linii „Ruchaje”
- placówka Straży Granicznej II linii „Zaręby”

Organizacja komisariatu w 1939 (wg Sobczaka):
- komenda − Krukowo
- placówka Straży Granicznej I linii „Ruchaje”
- placówka Straży Granicznej I linii „Zaręby”
- placówka Straży Granicznej I linii „Cupel”
- placówka Straży Granicznej II linii „Krukowo”

Organizacja komisariatu w 1939 (wg Kroniki):
- komenda − Zaręby
- placówka Straży Granicznej I linii „Ruchaje”
- placówka Straży Granicznej I linii „Cupel”
- placówka Straży Granicznej I linii „Zaręby”
- placówka Straży Granicznej II linii „Zaręby”